# Di' Joe
Di' Joe è un dramma scritto da Samuel Beckett per la televisione nel 1965. È il primo lavoro in cui Beckett si confronta con il mezzo televisivo.
L'opera venne scritta pensando come protagonista l'attore Jack MacGowran e come voce recitante Siân Phillips. Tuttavia la prima, andata in onda su un'emittente televisiva tedesca nel 1966, vide come interpreti gli attori Deryk Mendel e Nancy Illig.

## Trama
La camera inquadra a figura intera un uomo sulla cinquantina in una stanza. L'uomo compie delle azioni: 
1. Va alla finestra, l'apre, guarda fuori, richiude imposte finestra e tira la tenda, resta in posizione tesa;
2. va alla porta, l'apre e guarda fuori, richiude a chiave la porta e mette le chiavi in tasca, resta in posizione tesa;
3. va dalla porta all'armadio, lo apre, guarda dentro, richiude a chiave e mette la chiave in tasca;
4. va verso il letto, ci guarda sotto, si rialza e si siede sul letto, si rilassa e resta immobile.

La camera inquadra poi l'uomo in primo piano. Essa avanza lentissima, in sette secondi si avvicina di circa 12 cm, una voce femminile (bassa, monocorde, lontana) inizia a parlare e la camera interrompe l'avvicinamento; l'uomo assume un atteggiamento di ascolto senza compiere movimenti. La voce fa una pausa di sette secondi: nei primi quattro l'uomo si rilassa e la camera è immobile su di lui, poi avanza per altri tre secondi stringendo sul primo piano fino a che la voce femminile ricomincia a parlare; allora la camera si ferma e l'uomo riprende l'atteggiamento di doloroso ascolto.
Questo avviene per nove volte. In tutto la camera si avvicina di circa un metro dalla prima inquadratura dell'uomo seduto sul letto. Al decimo intervento della voce, dopo le prime frasi, l'immagine diventa nera e la voce continua sempre più bassa con dei leggeri rialzi su parole precise fino alla conclusione del dramma.

## Edizioni
- Samuel Beckett, Eh Joe (a piece for television), Faber and Faber, London 1967
- Samuel Beckett, Dis Joe, in Comédie et actes divers, Éditions de Minuit, Paris 1966
- Samuel Beckett, Di' Joe, trad. Carlo Fruttero, in Teatro, Einaudi, Torino 1968, pp. 341–49; poi in Teatro completo, Einaudi-Gallimard, Torino 1994, pp. 415–23